# Mairena del Alcor
Pour les articles homonymes, voir Mairena.
Mairena del Alcor est une commune de la province de Séville dans la communauté autonome d’Andalousie en Espagne.

## Géographie
Mairena del Alcor, petite ville andalouse distante de 25 km de Séville, est située dans la région de Los Alcores ou dʼEl Alcor. Ce territoire, bien identifié géologiquement, se trouve au centre de la dépression du Guadalquivir. Il tient son nom du mot arabe alcor, qui désigne une colline de faible altitude, et constitue une séparation naturelle entre la plaine du Guadalquivir et la Campiña sévillane. Les terrains calcaires trouvent leur origine dans l'accumulation des [sédiment]s marins survenue au Quaternaire, lorsque la région était encore submergée par une mer bordant la meseta castillane. Le paysage se caractérise par une succession de douces collines fertiles d'une hauteur moyenne oscillant entre 120 et 135 mètres et dont la physionomie résulte de divers phénomènes géologiques de la fin de l'Ère tertiaire et du début de l'Ère quaternaire.

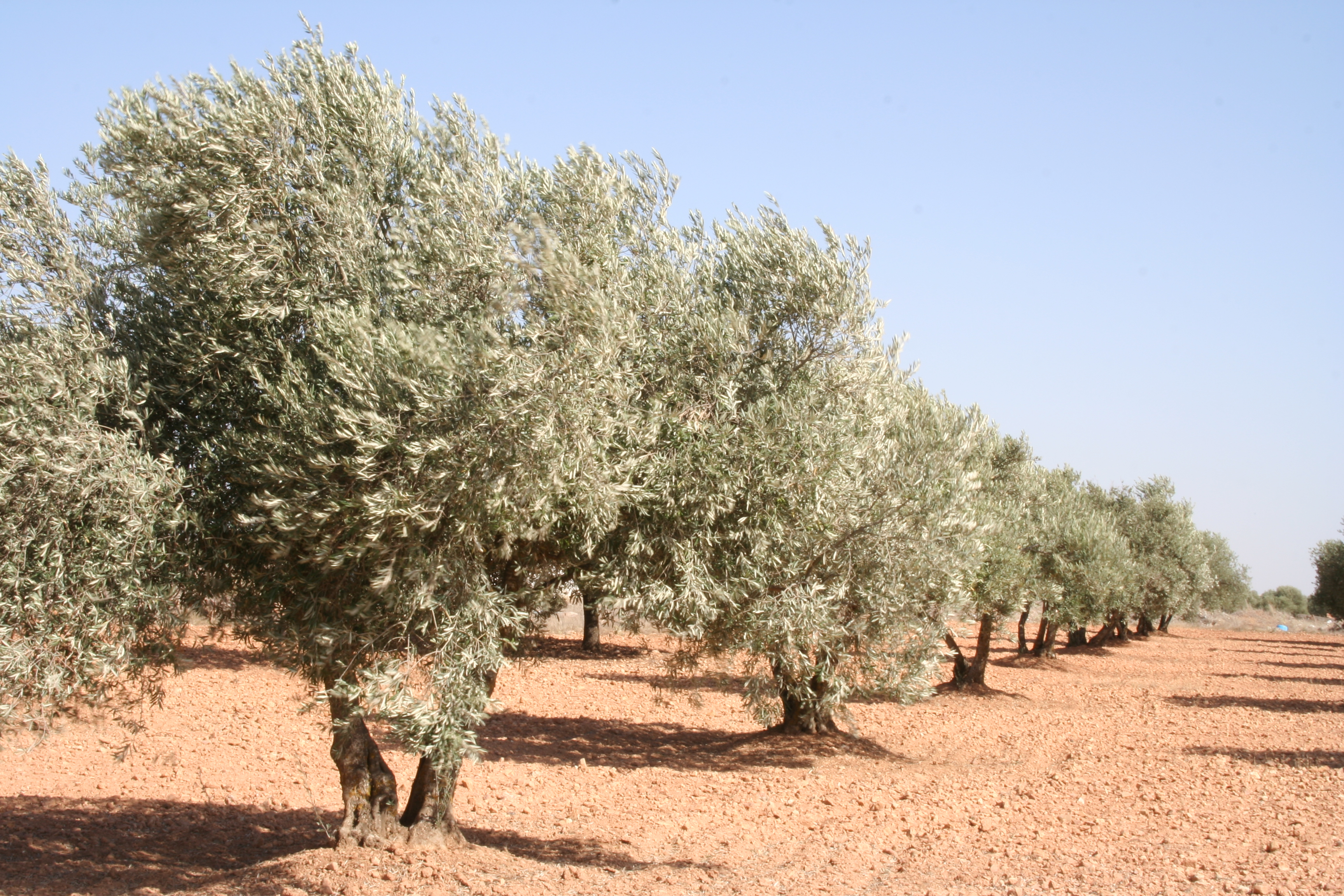
L'olivier, une culture commune à toute l'Andalousie.

La commune est traversée par la rivière Salado, qui vient grossit le Guadaíra, affluent du Guadalquivir. Le Salado est lui-même alimenté par différents ruisseaux qui trouvent leur source dans les vastes nappes phréatiques constituées dans les sols calcaires de la région. Le climat est celui que l'on retrouve dans l'immense majorité de la province de Séville : méditerranéen. À des hivers doux succèdent des étés chauds et secs, les intersaisons, de courte durée, assurant pour une grande part le régime pluviométrique. Les terrains, le climat et l'hydrographie de Mairena del Alcor déterminent en bonne partie l'utilisation agricole des sols. L'olivier représente une ressource non négligeable, complétée par les productions horticoles et fruitières dans les zones les plus fertiles, ainsi que par les cultures céréalières dans la plaine.
La ville est limitrophe des communes de Carmona, dʼEl Viso del Alcor et d'Alcalá de Guadaíra, trois villes qui l'entourent de toutes parts.

## Démographie
La population de Mairena del Alcor n'a cessé de croître à un rythme soutenu depuis le début du XXe siècle. La fertilité des terres et la proximité de la capitale andalouse ont servi de moteur primordial à cette augmentation démographique constante. Aujourd'hui incluse dans la grande couronne de l'agglomération de Séville, Mairena bénéficie de l'attractivité et de l'intense activité économique de la ville-centre, et voit sa population gonfler de manière toujours plus forte. 
| Évolution démographique de Mairena del Alcor de 1900 à 2007 |        |        |        |        |        |
| 1900                                                        | 1910   | 1920   | 1930   | 1940   | 1950   |
| ----------------------------------------------------------- | ------ | ------ | ------ | ------ | ------ |
| 4 479                                                       | 5 428  | 6 679  | 8 249  | 8 072  | 8 983  |
| 1960                                                        | 1970   | 1981   | 1991   | 2001   | 2007   |
| 8 665                                                       | 10 297 | 12 589 | 14 767 | 16 788 | 19 363 |
| Source : Instituto Nacional de Estadísticas.                |        |        |        |        |        |

## Histoire
Les traces d'occupation humaine dans la région des Alcores sont très anciennes et remontent à la Préhistoire. Les vestiges archéologiques permettent de dater les premières installations humaines vers la fin du Paléolithique. Des villages de cultivateurs attirés par la fertilité de la contrée sont vraisemblablement fondés au Néolithique. La zone acquiert une importance à compter de l'âge du bronze, et le riche trésor d'Andrés Morales retrouvé à Mairena atteste la présence de la civilisation tartessienne durant le Ier millénaire av. J.-C.. Cette civilisation côtoie certainement les Grecs et les Phéniciens dans la région, comme en témoignent l'activité agricole et commerciale, et les objets d'art. Aux Tartessiens succèdent les Ibères, qui développent davantage encore l'agriculture et le commerce avec la Grèce et Carthage.
Avec la conquête romaine de la Bétique, la ville passe sous la domination de l'Empire. Les colons fondent plusieurs villæ et poursuivent la mise à profit des terres initiée depuis des siècles. La structure agraire romaine perdure sous les Wisigoths et Al Andalus. La ville de Mairena semble trouver ses origines sous la domination musulmane, autour d'une tour-vigie appartenant au système de défense ou de communication des Alcores. C'est en tout cas à cette époque que remonte la toponymie des lieux : Mairena est la déformation du mot arabe Maharana, dont le sens est eau de la source.

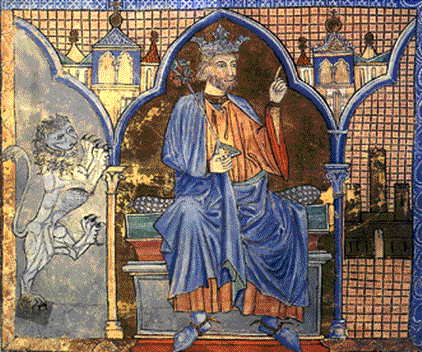
Ferdinand III de Castille.

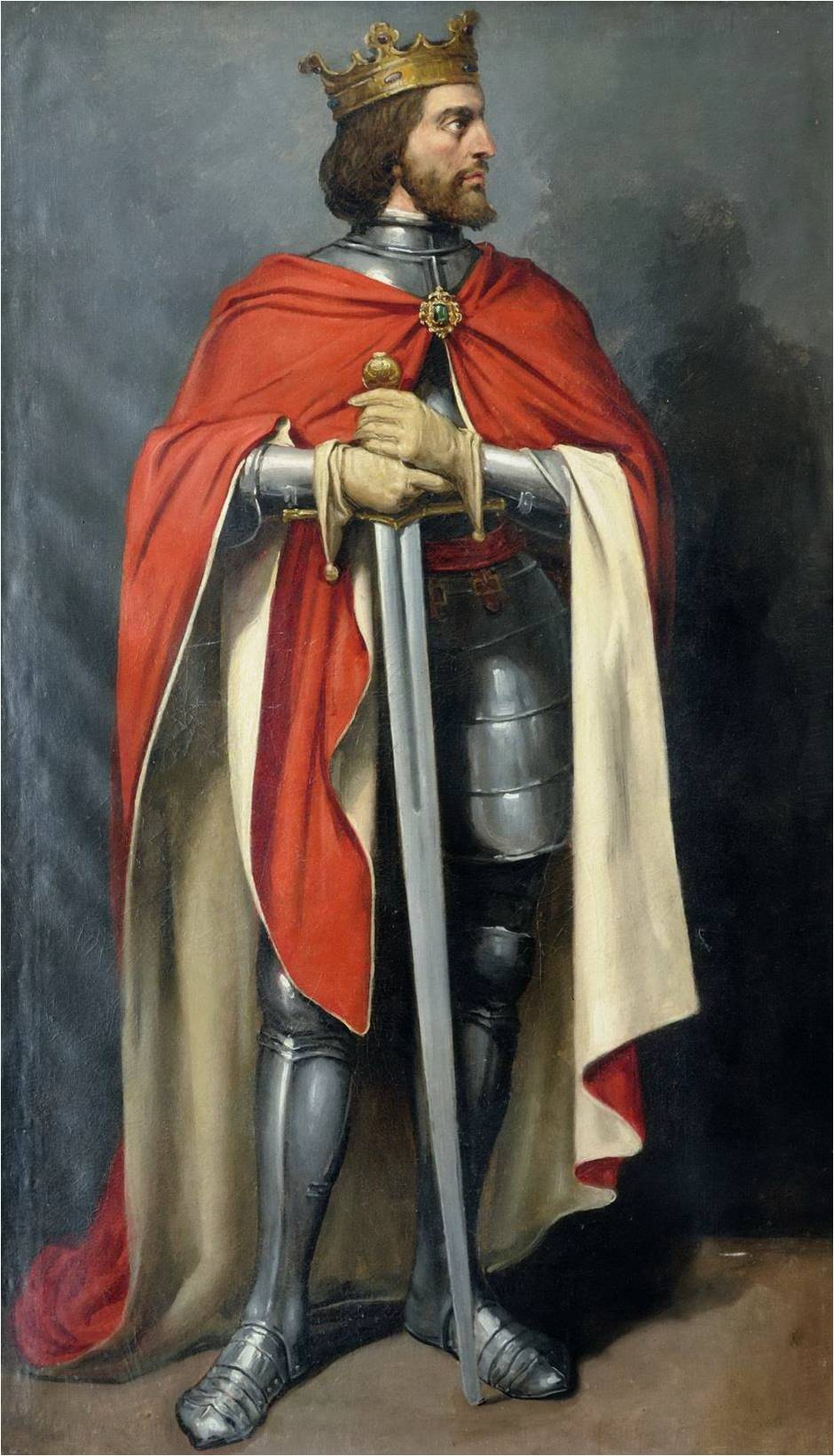
Alphonse XI de Castille.

Le territoire de l'actuelle commune est conquis par le roi Ferdinand III de Castille, alors en pleine préparation du siège de Séville. La tour et les terres alentour sont léguées à l'Ordre de Calatrava, en remerciement de son implication dans l'assaut de l'actuelle capitale andalouse, tandis que le territoire autour d'elle est intégré au finage de la ville d'Alcalá de Guadaíra. Très vite, les chevaliers de Calatrava abandonnent la tour, qui revient à la couronne. Peu après cela, Mairena passe sous la juridiction de la ville de Carmona. En 1342, Alphonse XI de Castille détache ces terres de Carmona et transfère la juridiction de Mairena à la Maison d'Arcos , sous la tutelle de laquelle elle demeurera jusqu'en 1846. C'est l'époque à laquelle est bâti le Château de Luna, autour duquel se forme peu à peu un petit foyer de population. Le château sera agrandi en 1470, et doté d'une muraille extérieure. Le village prend peu à peu de l'importance dans le cadre régional, et consolide la ceinture d'approvisionnement de Séville. Son économie est tournée vers la production de blé, d'huile d'olive et de fruits et légumes destinés à alimenter Séville. Signe de ce développement : en 1431, Jean II de Castille déplace la foire au bétail de Marchena à Mairena. La ville abrite alors une population estimée à 500 habitants et commence à se parer de beaux édifices civils et religieux. Parallèlement à cela, la ville entre à plusieurs reprises en conflit avec Séville et Carmona au sujet des limites de son territoire. 
Grâce à la position de monopole détenue par Séville dans le commerce avec le Nouveau Monde, Mairena connaît une période de développement intense au XVIe siècle, sa population passant à 1400 habitants dans les années 1590. Les productions céréalières et oléicoles sont confortées, tandis qu'apparaît l'élevage équin. Las, le Siècle d'or s'achève vite, et le XVIIe siècle est dominé par la récession, marquée par les épidémies et la chute de la démographie. Le XVIIIe siècle correspond à une période de renouveau, avec le développement de l'agriculture et de la foire. La bonne santé économique porte à 2700 le nombre d'habitants dans les années 1780-1790.
L'arrivée des troupes napoléoniennes en 1810 n'affecte pas l'activité locale, qui poursuit sa croissance tout au long du XIXe siècle. Les lois de Desamortización de Mendizábal (confiscation des bien ecclésiastiques improductifs) privent l'Église d'une partie de ses rentes, et les grandes propriétés agricoles de la ville passent entre les mains des ducs d'Osuna. La deuxième moitié du siècle voit se développer la culture de l'orange, source de profits, et l'arrivée du train facilite la croissance de la ville.
Le XXe siècle confirme cette tendance haussière, concrétisée dans la modernisation de la ville et de son urbanisme, alors que commencent les premières fouilles archéologiques dans les alentours. Grâce à son dynamisme et à la fertilité de ses terres, la ville traverse la période franquiste dans un climat moins alarmant que d'autres régions espagnoles. Aujourd'hui tournée vers l'agriculture, l'artisanat et l'industrie, la cité est intégrée à la grande couronne de l'agglomération sévillane et profite de l'attrait de la capitale.

## Héraldique
Mairena del Alcor tient son blason de la maison nobiliaire d'Arcos. La moitié gauche représente saint Bartholomé, saint patron de la cité, muni des attributs de son martyre. La partie droite est composée de deux registres. Au registre supérieur figurent les couleurs de la Couronne d'Aragon, tandis qu'au registre inférieur apparaît le lion, symbole du Royaume de León.
Le tout est entouré d'un bandeau bleu frappé de huit chaudrons représentant les huit armées qui soutinrent la famille des Ponce de León, titulaire du Duché d'Arcos, dans la défense de la frontière contre les musulmans. La couronne qui coiffe le blason rappelle la conquête de Mairena par Ferdinand III de Castille.

## Économie
La ville de Mairena del Alcor bénéficie d'une situation économique enviable, dans un contexte espagnol favorable. Dans le domaine agricole, les productions locales sont essentiellement orientées vers les cultures céréalières, qui monopolisent près de 4000 hectares, soit 77 % de la surface agricole. Les principales productions sont le blé, l'olivier et l'oranger.
Les secteurs secondaire et tertiaire occupent néanmoins aujourd'hui la plupart des actifs. 1472 entreprises sont établies dans la ville, essentiellement dans le domaine du commerce, de l'immobilier et du service aux entreprises. Les entreprises du secteur industriel sont établies dans quatre polígonos (zones industrielles) . L'immense majorité des entreprises de la commune emploient moins de cinq salariés, les sociétés disposant d'un effectif supérieur à vingt personnes n'étant que 29, 127 rémunérant entre six et dix-neuf employés. Le taux de chômage reste peu élevé chez les hommes, 21 % des femmes étant sans emploi.

## Patrimoine

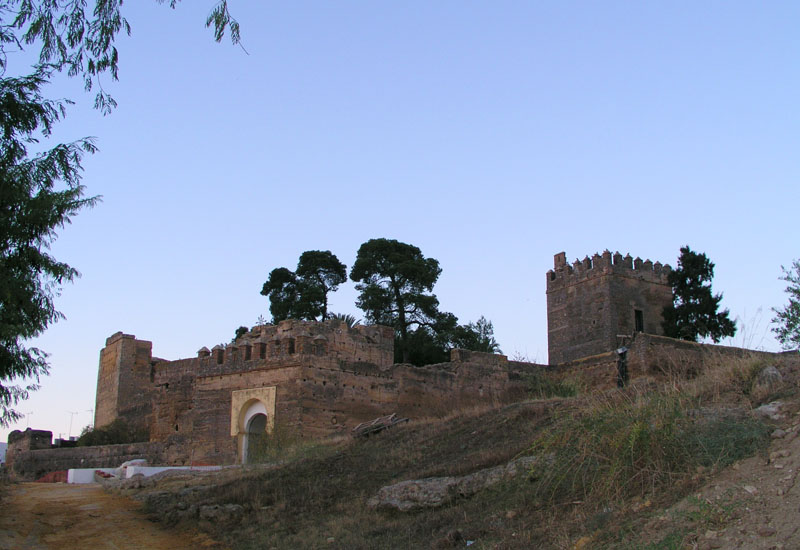
Le Castillo de Luna

De par son histoire et sa situation, Mairena del Alcor conserve en ses murs un riche patrimoine architectural, niché au cœur de la ville, dont le centre maintient intact l'urbanisme andalou fait de petites places et ruelles.
Le patrimoine civil est particulièrement fourni. Le Château de Luna, bâti au XIVe siècle, constitue un bel exemple d'architecture militaire dans la région en plus de dominer de sa silhouette le paysage communal. La Maison palais des Ducs d'Arcos livre quant à elle de précieux renseignements sur le mode de vie seigneurial à la Renaissance et sur l'importance de Mairena dans les domaines ruraux de la famille d'Arcos. Décorée en styles mudéjar et baroque, elle s'organise autour d'un vaste patio central. Dans le domaine du génie civil, Mairena renferme un très beau pont attribué sans certitude aux Romains, et restauré à plusieurs reprises. Une autre curiosité est un arc mudéjar médiéval de l'ancienne muraille, sur lequel est bâtie une maison.
Le patrimoine religieux s'illustre au travers d'une chapelle baroque du XVIIe siècle, d'un ermitage mudéjar du XVe siècle et d'une église paroissiale. Cette dernière fut édifiée au XVe siècle en style gothico-mudéjar, puis remaniée et agrandie entre les XVIe et XVIIIe siècles .